# Božje
Božje is een plaats in Slovenië die deel uitmaakt van de Sloveense gemeente Oplotnica in de NUTS-3-regio Podravska. De plaats telde 128 inwoners op 1 januari 2020.